# Super Prestige Pernod 1963
De Super Prestige Pernod 1963 was de vijfde editie van dit regelmatigheidsklassement in het wielrennen. Ten opzichte van het voorgaande jaar veranderde de kalender enigszins: Genua-Nice (in 1962 verreden in omgekeerde richting), de Ronde van Campanië en de Ronde van Romandië leverden geen punten meer op. Daarentegen kwam Parijs-Nice weer terug op de kalender en telde de ploegentijdrit GP du Parisien voor het eerst mee. In totaal waren er zeventien wedstrijden die meetelden voor de Super Prestige Pernod.
Het eindklassement werd (net als in 1961) gewonnen door Jacques Anquetil. Hij slaagde er als eerste renner in om de Tour en de Vuelta in hetzelfde jaar te winnen en was bovendien de beste in Parijs-Nice en het Critérium du Dauphiné Libéré. Door zijn Tourzege werd Anquetil bovendien de eerste renner die deze wedstrijd viermaal wist te winnen. Tom Simpson eindigde als tweede in de Super Prestige Pernod (de hoogste positie die een Brit zou behalen in het bestaan van dit klassement), Raymond Poulidor eindigde als derde en de Nederlander Jo de Roo - de winnaar van het vorige seizoen - als vierde. De Roo prolongeerde wel zijn zeges in zowel Parijs-Tours als de Ronde van Lombardije.
Behalve de Super Prestige Pernod werden er nog twee andere prijzen uitgereikt: de Prestige Pernod voor Franse renners en de Promotion Pernod voor Franse renners onder de 25 jaar.

## Wedstrijden
| Datum           | Koers                                   | Winnaar              |
| --------------- | --------------------------------------- | -------------------- |
| 10–17 maart     | Parijs-Nice (1963)                      | Jacques Anquetil     |
| 19 maart        | Milaan-San Remo (1963)                  | Joseph Groussard     |
| 31 maart        | Ronde van Vlaanderen (1963)             | Noël Foré            |
| 7 april         | Parijs-Roubaix (1963)                   | Emile Daems          |
| 28 april        | Parijs-Brussel (1963)                   | Jean Stablinski      |
| 1 mei           | GP Stan Ockers (Trophée Peugeot) (1963) | Willy Bocklant       |
| 6 mei           | Waalse Pijl (1963)                      | Raymond Poulidor     |
| 1–15 mei        | Ronde van Spanje (1963)                 | Jacques Anquetil     |
| 26 mei          | Bordeaux-Parijs (1963)                  | Tom Simpson          |
| 19 mei–9 juni   | Ronde van Italië (1963)                 | Franco Balmamion     |
| 3–9 juni        | Critérium du Dauphiné Libéré (1963)     | Jacques Anquetil     |
| 23 juni–14 juli | Ronde van Frankrijk (1963)              | Jacques Anquetil     |
| 11 augustus     | Wereldkampioenschap in Ronse (1963)     | Benoni Beheyt        |
| 15 september    | Grote Landenprijs (1963)                | Raymond Poulidor     |
| 29 september    | GP du Parisien (1963)                   | Peugeot–BP–Englebert |
| 6 oktober       | Parijs-Tours (1963)                     | Jo de Roo            |
| 19 oktober      | Ronde van Lombardije (1963)             | Jo de Roo            |

## Eindklassementen

### Individueel
| Plek | Renner             | Punten |
| ---- | ------------------ | ------ |
| 1    | Jacques Anquetil   | 260    |
| 2    | Tom Simpson        | 195    |
| 3    | Raymond Poulidor   | 180    |
| 4    | Jo de Roo          | 136    |
| 5    | Rik Van Looy       | 135    |
| 6    | Willy Bocklant     | 122    |
| 7    | José Pérez Francés | 85     |
| 8    | Armand Desmet      | 76     |
| 9    | Rolf Wolfshohl     | 75     |
| 10   | Emile Daems        | 71     |

- Prestige Pernod: Jacques Anquetil
- Promotion Pernod: Joseph Velly

1959 · 1960 · 1961 · 1962 · 1963 · 1964 · 1965 · 1966 · 1967 · 1968 · 1969 · 1970 · 1971 · 1972 · 1973 · 1974 · 1975 · 1976 · 1977 · 1978 · 1979 · 1980 · 1981 · 1982 · 1983 · 1984 · 1985 · 1986 · 1987